# Здеслав II зі Штернберка
Здеслав II зі Штернберка, також відомий як Здеслав II з Дивішова і Здеслав з Хлумця (чеськ. Zdeslav II. ze Šternberka, Zdeslav II. z Divišova, Zdeslav z Chlumce ; 1190 — 1265) — середньовічний чесько-моравський дворянин з панського роду Дивішович, високий стольник Моравського маркграфства, родоначальник панського (пізніше - графського) роду Штернберків. Вважається засновником замків Штернберк та Ческі-Штернберк.

## Походження та молодість
Здеслав II народився в сім'ї впливового чеського пана Дівіша IV з Дівішова (пом. у 1240), який обіймав посади каштеляна (або бургграфа) Прахеньского краю і маршалка Чеського королівства. Дата народження Здеслава невідома, однак у королівських грамотах його ім'я згадується починаючи з 1235 року. У 1235-1241 роках Здеслав володів Хлумцем-над-Цідліноу і на цій підставі підписувався ім'ям Здеслав з Хлумця (Zdeslaus de Hlumech). Після смерті батька Здеслав успадкував усі його володіння.

## На службі у Пршемисла Отакара II
Згідно з збереженими документами, можна зробити висновок, що в період політичного протистояння чеського короля Вацлава I та його сина Пршемисла Отакара Здеслава II з Дивішова схилявся до підтримки спадкоємця престолу. У 1249 році Здеслав II перебував у Брно у складі військ Пршемисла Отакара, що випливає зі змісту грамоти від 14 січня 1249 року, в якій Здеслав згадується як один зі свідків жалування маркграфом Моравії Пршемислом Отакаром нижньоавстрійському дворянину Генріху I фон Ліхтенштейну. панства з центром у Микулові (це було перше земельне володіння, отримане Ліхтенштейнами у Моравії). У зазначеній грамоті Здеслава зі Штернберка названо «дворянином з Чехії».
В 1251 Здеслав зі Штернберка супроводжував маркграфа Пршемисла Отакара під час його відвідування Австрії, де місцеве дворянство обрало Пршемисла Отакара своїм герцогом. У грамоті, датованій 1253 роком, Здеслав уже згаданий як найвищий стольник Моравії (dapifer Moraviae). У той же період він придбав земельні володіння на околицях Оломоуца і влився до складу місцевого моравського дворянства (у грамоті, підписаній Пршемисловим Отакаром в Австрії в 1253, Здеслав зі Штернберка згадується вже як моравського дворянина). 12 липня 1260 року Здеслав II у складі військ короля Чехії Пршемисла Отакара II брав участь у переможній битві при Кресенбрунні проти угорського короля Бели IV.
Згідно з легендою, в 1253 Здеслав II зі Штернберка керував успішною обороною Оломоуца проти нападу половців, коли війна між Пршемислом Отакаром і Білої IV перекинулася на територію Моравії. У липні того року угорські війська, у складі яких була і половецька кіннота, несподівано обложили Оломоуц у той час, як Пршемисл Отакар чекав їхнього нападу в Нижній Австрії. За легендою, Здеслав II відважно атакував війська, що облягали Оломоуц, убив їх командувача і втік. Насправді ж, зрозумівши свою помилку, Пршемисл Отакар підступив на чолі своїх військ до Оломоуца і незабаром угорці змушені були зняти облогу через брак провіанту. Мало того, через кілька століть чеський літописець Вацлав Гайєк з Либочан на основі цієї легенди створив міф, в якому переніс викладені вище події в 1241, угорців і половців замінив на татар, а героєм подій зробив не Здеслава II, а його сина Ярослава зі Штернберка. Так виникла знаменита в чеській історіографії легенда про Ярослава зі Штернберка, який зупинив у Оломоуца війська татарського хана Бату, що вдерлися до Європи.

## Управління маєтками

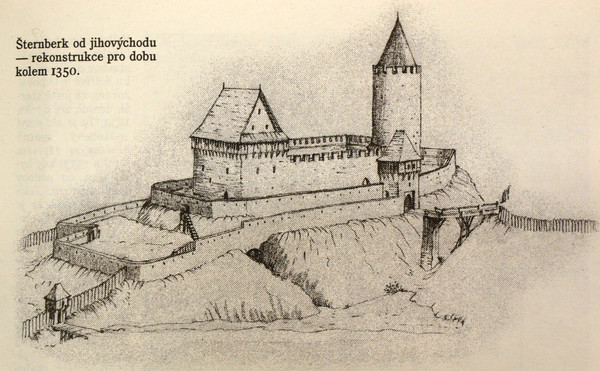
Реконструкція моравського замку Штернберк на 1350 рік

Крім успадкованого від отця Дивішівського панства Здеслав II володів Хлумцем-над-Цідліноу, де збудував фортецю і побудував торгове селище, для чого стара кладська дорога (Прага — Нахід) була відхилена і проведена через річку Цідліну. На початку 1240-х років Здеслав звів неподалік Дівішова свою нову чеську резиденцію — ранньоготичний замок Ческі-Штернберк. Замок був побудований на високій скелі, що височіє на березі річки Сазави і був названий на честь герба роду Дивішовичів, на якому зображувалась жовта восьмикутна зірка (від німецького Sternberg — «Зоряна гора»). У королівській грамоті від 7 липня 1242 Здеслав вперше згадується з новим предикатом «зі Штернберка» (Zdeslaus de Sternber).
Після участі в обороні Оломоуца від угорських військ у 1253 році Здеслав II зі Штернберка отримав від Пршемисла Отакара II землі в Моравії і узявся до зведення північніше Оломоуца своєї моравської резиденції - ще одного ранньоготичного замку, який також отримав на німецький манір назву. Ймовірно, моравський Штернберк був добудований вже після смерті Здеслава, оскільки в королівських грамотах він вперше згадується в 1269 у зв'язку з уточненням кордонів між моравським Штернберкським панством і володіннями Градиського монастиря.

## Сім'я
Джерела не зберегли ім'я дружини Здеслава II, проте відомо, що вона була родом із Майсену. У їхньому шлюбі народилося щонайменше четверо синів, троє з яких стали родоначальниками трьох основних гілок панського роду Штернберків. Старший син Альбрехт (пом. у 1299) успадкував володіння в Моравії, другий - Бенеш помер після 1269 бездітним, третій - Ярослав (пом. 1290) отримав володіння в Чехії і заснував конопіштьську гілку, молодший — Здеслав III (пом. у 1290) Штернберков.